# Alcazaba de Málaga

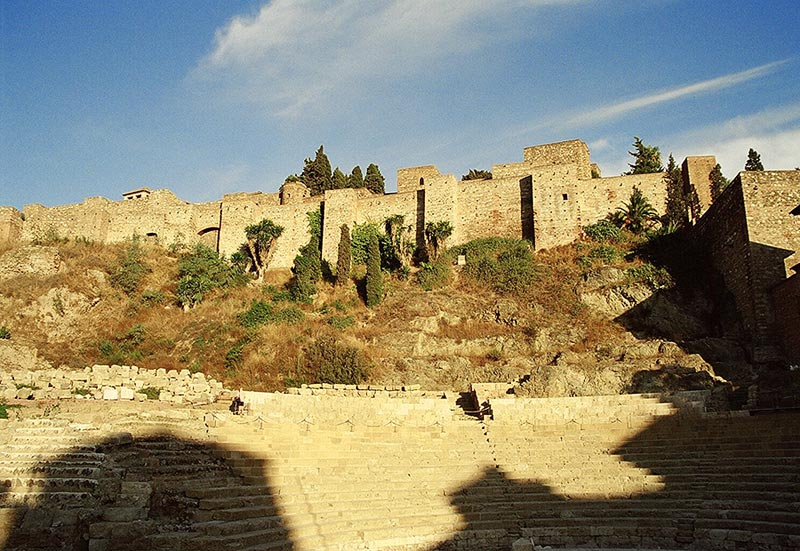
Het Alcazaba de Málaga

Het Alcazaba (Arabisch al-qasbah, قصبة, wat betekent "citadel") in de Spaanse stad Málaga is een voormalig Moors fort dat tegen een helling ligt. Het werd gebouwd tijdens de Hammudidendynastie en is het best bewaarde Alcazaba in Spanje.
Er is een archeologisch museum in gevestigd, er is ook een ruïne van een Romeins theater en verder naar boven liggen de ruïnes van het Castillo de Gibralfaro. De restanten van dit kasteel bieden een uitzicht over de haven en de stad.